# 于頎
于 頎（う き、726年 - 799年）は、唐代の官僚。字は休明。本貫は河南府洛陽県。

## 経歴
済王府倉曹の于庭謂の子として生まれた。北周の上柱国の于寔の子の于象賢の五世の孫にあたる。若くして官吏の事務に熟達していることで知られ、官を歴任して京兆府士曹に任じられた。乾元2年（759年）、史翽が襄州刺史・山南東道節度使として出向すると、于頎は御史となり、判官をつとめた。乾元3年（760年）、史翽が襄州の反乱兵により殺害されると、于頎はその遺体を収容して葬った。
度支使の第五琦が河東租庸使となると、于頎は鳳翔少尹・度支郎中・兼御史中丞・転運租庸糧料塩鉄等使に任じられた。汴州が頻繁に兵乱に遭遇して銭帛を失っていたことから、于頎は転運汴州院を河陰に移すよう上奏した。元載が諸道営田使となると、于頎はその下で郎官をつとめ、東都洛陽や汝州で屯田を開いた。戸部侍郎・秘書少監・京兆尹・太府寺卿を歴任した。大暦8年（773年）、杜済に代わって京兆尹となった。
元載が失脚すると、于頎は鄭州刺史として出向した。建中2年（781年）、河南尹に転じたが、統治の成績が悪く召還された。ときに汾州刺史の劉暹が御史大夫となることが予定されていたが、宰相の盧杞は剛直な劉暹が御史大夫となることを恐れ、柔弱でくみしやすい于頎を御史大夫に推薦した。建中4年（783年）、于頎は徳宗につき従って奉天に赴き、左散騎常侍の位を受けた。左千牛衛上将軍を経て、大理寺卿・太子少保・工部尚書に転じた。入朝して地に倒れ、金吾衛に助け起こされたため、太子少師に転じて致仕した。貞元15年（799年）3月辛未、死去した。享年は74。

## 伝記資料
- 『旧唐書』巻146 列伝第96
- 『新唐書』巻149 列伝第74